# 제이스 팅글러
제이스 팅글러(1980년 11월 28일 ~)는 미국의 전 야구 선수, 야구 지도자다. 2003년 토론토 블루제이스에 지명되어 선수 생활을 했으나 더블A까지만 올라갔고 메이저리그 경기 출전은 하지 못했다. 이후 2015년부터 야구 지도자로 활동하고 있다.

## 출신 학교
- 스미스빌 고등학교
- 미주리 대학교

## 등번호
- 60 (2015~2016)
- 32 (2019~2021)

## 같이 보기
- 2021년 샌디에이고 파드리스 시즌